# Білущак Юрій Ігорович
Білущак Юрій Ігорович (*13 листопада 1986 р.) — український науковець, кандидат технічних наук, старший науковий співробітник відділу математичного моделювання нерівноважних процесів Центру математичного моделювання Інституту прикладних проблем механіки і математики ім. Я. С. Підстригача НАН України.

## Бібліографічні відомості
Народився 13 листопада 1986 р. в сім'ї українських педагогів у м. Стрий.

### Освіта
У 2009 р. закінчив Національний університет «Львівська політехніка»  і отримав повну вищу освіту за спеціальністю «Прикладна математика» та здобув кваліфікацію магістра з прикладної математики, викладача математики та інформатики.

### Наукова кваліфікація
Захистив дисертацію на ступінь кандидата технічних наук (Ph.D) за спеціальністю 01.05.02 — математичне моделювання та обчислювальні методи (науковий керівник — доктор технічних наук, професор Чернуха Ольга Юріївна) 30 вересня 2013 р. (присудження наукового ступеня Міністерством освіти і науки України 17 січня 2014 р.).

### Професійна діяльність
У 2008—2009 р. працював керівником гуртка «Обчислювальна техніка» в Стрийській «Станції юних техніків».
У 2010 працював лаборантом кафедри обчислювальної математика та програмування у Національному університеті «Львівська політехніка».
З 2010 року працював на посадах провідного інженера, з 2013 року — молодшим науковим співробітником, у 2015—2016 р. — науковим співробітником, з 2016 по теперішній час працює старшим науковим співробітником в Центрі математичного моделювання ІППММ ім. Я. С. Підстригача НАН України згідно конкурсу
Служба у Збройних силах України за мобілізацією
2014—2015 проходив службу на офіцерських посадах за мобілізацією, зокрема, академії сухопутних військ імені гетьмана Петра Сагайдачного.
У 2016—2017 р. працював за сумісництвом на посаді асистента кафедри інформаційних систем та мереж Інституту комп'ютерних наук та інформаційних технологій Національного університету «Львівська політехніка».
З 2017 року працює за сумісництвом на посаді старшого викладача кафедри обчислювальної математики та програмування Інституту прикладної математики та фундаментальних наук Національного університету «Львівська політехніка».
На даний час працює над докторською дисертацією на тему «Математичне моделювання процесів масоперенесення у складених тілах з мікроструктурою за каскадного розпаду домішкових компонент»  (науковий консультант д.т.н., проф. Чернуха Ольга Юріївна)
Був головою Екзаменаційної комісії кафедри інформаційних систем та мереж Інституту комп'ютерних наук та інформаційних технологій Національного університету «Львівська політехніка» щодо присудження випускникам ступеня вищої освіти (2019 р.).

## Наукова робота
Протягом роботи в НАН України був відповідальним виконавцем держбюджетної теми Центру математичного моделювання «Створення і дослідження математичних моделей процесів переносу у регулярних і нерегулярних дисперсних структурах, континуальних моделей наномеханіки і математичних методів обробки експериментальних даних». Був виконавцем науково-дослідних робіт за відомчими та конкурсними проектами НАН України.

### Напрямки наукових досліджень
- математичне моделювання процесів масоперенесення в складених тілах з мікроструктурою;
- розробка аналітичних, числових та аналітико-числових методів розв'язування крайових і контактних задач дифузійного типу в одно-, дво- та трифазних багатокомпонентних тілах;
- розробка програмного забезпечення для комп'ютерного моделювання процесів перенесення в реальних структурах.

### Основні наукові результати
Для розв'язання контактно-крайових задач дифузії домішкової речовини в тілах стохастичної структури узагальнив підхід до математичного опису процесів дифузії у випадково неоднорідних шаруватих тілах з урахуванням довільних розмірів включень окремих фаз, в рамках якого отримано нове рівняння масоперенесення для двофазного тіла, яке явно враховує стрибки шуканої функції та рівність потоків на границях контакту фаз, побудовано нове інтегро-диференціальне рівняння, оператор випадкового ядра якого містить і оператор Лапласа і похідну за часом, розв'язок отримано у вигляді ряду Неймана (разом з О. Ю. Чернухою).
Довів теореми існування розв'язку інтегро-диференціального рівняння з випадковим ядром, еквівалентного контактно-крайовій задачі дифузії у двофазних шаруватих тілах, та абсолютної і рівномірної збіжності ряду Неймана, у вигляді якого знайдено випадкове поле концентрації мігруючої речовини (разом з О. Ю. Чернухою).
Дослідив закономірності процесів масоперенесення домішок у двофазних шаруватих тілах в залежності від характеристик матеріалу і параметрів структури, зокрема, процеси дифузії домішкових частинок у шаруватому шарі з рівномірним розподілом фаз та півпросторі з гама-розподілом включень та його частковими випадками: експоненціальним, ерлангівським та {\displaystyle \chi ^{2}}-розподілом шаруватих включень. Показав, що розподіли усередненого за ансамблем конфігурацій фаз поля концентрації домішки в шарі з рівномірним розподілом фаз подібні до розподілів концентрації в однорідному тілі, проте значення функцій можуть суттєво відрізнятися (в два рази в середині шару). В той же час для усередненої концентрації частинок у шаруватому півпросторі характерна наявність приповерхневого максимуму, який для експоненціального та ерлангівського розподілів включень з часом зсувається в глиб тіла (разом з О. Ю. Чернухою).
Визначив оцінку суми залишкових членів ряду Неймана для концентрації домішкових частинок, що мігрують у випадково неоднорідних шаруватих тілах. Показав, що зі збільшенням віддалі від джерела маси, яке діє на поверхні шару, зменшуються абсолютні значення суми залишкових членів ряду.
Запропонував та обгрунтував підхід до математичного опису дисперсії поля і функції кореляції поля концентрації речовини, дифундуючої у двофазних випадково неоднорідних шаруватих тілах, який використовує подання поля концентрації у вигляді збіжного інтегрального ряду Неймана та враховує усереднення за ансамблем конфігурацій фаз. Отримав формули для визначення дисперсії поля та функції кореляції поля в інтегральному вигляді через детерміновані функцію Гріна та концентрацію речовини в однорідному тілі, а також відому функцію кореляції фаз. При цьому враховувався не тільки ймовірнісний розподіл фаз, але і парний взаємовплив включень (разом з О. Ю. Чернухою).
Отримав розрахункові формули для дисперсії поля та функції кореляції поля концентрації мігруючих домішкових частинок у шарі з рівномірним розподілом фаз та півпросторі з експоненціальним розподілом включень. На основі одержаних формул провів комп'ютерне моделювання дисперсії та функції кореляції поля концентрації та встановив їхні основні закономірності. Зокрема показав, що від початку протікання процесу дифузії дисперсія і функція кореляції зростають в околі поверхні тіла, де діє джерело маси. З часом максимум зсувається в глиб тіла, а досліджувані функції прямують до симетричного вигляду (разом з О. Ю. Чернухою).
Розробив метод чисельного розв'язування нелінійного функціонального рівняння на відрізку невідомої довжини, який застосований до знаходження часу насичення промислових каркасно-засипних фільтрів води.
Розробив чисельний метод подвійного інтегрування зі змінними межами за такими етапами: встановлення змінної області інтегрування; накладення змінної прямокутної сітки на область інтегрування; виділення у змінній області інтегрування підобластей, які складаються з квадратних і трикутних елементів; застосування квадратур у підобласті, яка складається з квадратних елементів; здійснення триангуляційного розбиття вздовж змінної межі; обчислення об'ємів елементарних елементів, в основі яких є трикутники; підрахунок вихідного інтеграла; встановлення похибки обчислень.
Методами термодинаміки нерівноважних процесів побудував математичну модель взаємозв'язаних теплових, механічних і гетеродифузійних процесів за каскадного розпаду домішкових частинок в тілах з мікроструктурою (разом з Є. Я. Чаплею і О. Ю. Чернухою).
Зробив постановки зв'язаних крайових задач каскадного типу, коли розв'язок задачі на одному етапі каскаду є джерелом в задачі на наступному кроці. Розробив метод розв'язування таких задач, який базується на ітераційній процедурі та функціях Гріна. Для математичних моделей дифузії, невзаємодіючих потоків, дифузії у середовищі з пастками та гетеродифузії побудовані та досліджені розв'язки крайових задач каскадного типу, що знаходять своє застосування у кількісному аналізі процесів масоперенесення, які супроводжуються радіоактивним каскадним розпадом або ланцюговими хімічними реакціями (разом з О. Ю. Чернухою).
Розробив системний підхід до опису складних і складених систем, який ґрунтується на синтезі класичного підходу математичного моделювання взаємозв'язаних процесів різної фізичної природи в неоднорідних середовищах для добре структурованої частини системи і некласичного статистичного підходу до моделювання невідомої граничної умови на основі експериментальних даних (разом з О. Ю. Чернухою).
Побудував математичну модель дифузії домішкових частинок у двофазних випадково неоднорідних шаруватих тілах, в рамках якої запропоновано нове представлення оператора рівняння дифузії для всього тіла, яке явно враховує стрибки функції концентрації та її похідної на границях контакту фаз (разом з О. Ю. Чернухою).
Провів усереднення випадкового поля концентрації за ансамблем конфігурацій за явного врахування стрибків шукної функції та її похідної на границях контакту; показав, що розрахункова формула для усередненої концентрації містить доданок, який для малих об'ємних часток включень може суттєво вплинути на її значення.
Означено матричну функцію Гріна крайової задачі гетеродифузії в шарі з двома шляхами міграції, врахуванням процесів сорбції-десорбції та розпаду мігруючої речовини. Знайдено і досліджено елементи матричної функції Гріна; встановлено, що в околі однієї з границь шару значення другого елемента функції Гріна в рази більші ніж першого, стан якого відповідає швидкому шляху дифузії. На цій основі розв'язана низка крайових задач масоперенесення за дії внутрішніх детермінованих і випадкових точкових джерел маси, що знаходять своє застосування у низці технологічних процесів складних композитних конструкцій з використанням склеювання шарів, склеювання біологічних тканин при складних медичних операціях, тощо (разом з Є. Я. Чаплею і О. Ю. Чернухою).
На основі розроблених методів, моделей та алгоритмів створено програмні засоби для
- розрахунку параметрів елементів фільтраційних систем для очищення питної та використаної води;
- оцінки часу праці та ефективності роботи насипних фільтрів;
- визначення впливу характеристик біметалічних структур {\displaystyle Fe-Cu},  {\displaystyle \alpha Fe-Ni} на поведінку і величину усередненого поля концентрації домішкових речовин водню та вуглецю.

А саме
Побудував розрахункові схеми та створив програмний комплекс «Ro-conc» для розрахунку усереднених полів концентрації для тришарових і багатошарових тіл, оцінки суми залишкових членів ряду Неймана, дисперсії поля та функції кореляції поля концентрації мігруючих частинок залежно від різних значень фізичних і геометричних характеристик шаруватої структури. При цьому розглянув практичні задачі, що моделюють процес дифузії домішкових атомів водню і вуглецю в шаруватих структурах залізо‑мідь та {\displaystyle \alpha }-залізо‑нікель (разом з О. Ю. Чернухою).
Розроблено програмний комплекс «FlowRan», призначений для кількісного і якісного аналізу дифузійних потоків мігруючої речовини у випадково неоднорідних шаруватих тілах з різними конфігураціями фаз (разом з О. Ю. Чернухою та А. Є. Чучварою).

### Наукові публікації
Ю. І. Білущак є автором і співавтором понад 110 наукових праць.

#### Монографії
- Чапля Є. Я., Чернуха О. Ю., Білущак Ю. І. Математичне моделювання гетеродифузійних процесів при розпаді частинок. — Львів: Растр-7, 2018. — 240 с.

- Чернуха О. Ю., Білущак Ю. І., Чучвара А. Є. Моделювання дифузійних процесів у стохастично неоднорідних шаруватих структурах. — Львів: Растр-7, 2016. — 262 с.

#### Колективна монографія
Математичне моделювання нерівноважних процесів у складних системах / Білущак Ю. І., Гайвась Б. І., Гера Б. В., Грицина О. Р., Данчак Н. В., Дмитрук В. А., Лопатьєв А. О., Малачівський П. С., Пізюр Я. В., П'янило Я. Д., Притула М. Г., Притула Н. М., Чапля Є. Я., Чернуха О. Ю. Колективна монографія під заг. ред. Є. Я. Чаплі . — Львів: Растр-7, 2019. — 256 с.

#### Розділи наукових монографій
Chernukha O., Chuchvara A., Bilushchak Y. Simulation of admixture diffusion in a layer with randomly disposed spherical inclusions / Information Technology in Selected Areas of Management 2017. — Krakow: Wydawnictwa AGH, 2018. — P. 109—123.
Чернуха О., Білущак Ю. Побудова розвязку рівняння дифузії частинок у випадково неоднорідному півпросторі з ерлангівським розподілом шарів / Задачі термодифузії та методи їх розв'язку: колект. моногр. / під ред. д.т.н. В. Ляшенка — Кременчук: Кременчуцький національний університет ім. М. Остроградського, 2012. — C. 81-90.

#### Статті, опубліковані в журналах, які індексуються наукометричними базами Web of Science i SCOPUS
Chernukha O., Bilushchak Y. Mathematical modeling of the averaged concentration field in random stratified structures with regard for jumps of an unknown function on interfaces // Journal of Mathematical Sciences. — 2018. — Vol. 225, No 1. — P. 62–74.
Chaplya Y., Chernukha O., Bilushchak Y.  Contact initial boundary-value problem of the diffusion of admixture particles in a two-phase stochastically inhomogeneous stratified strip // Journal of Mathematical Sciences. — 2012. — Vol. 183, No 1. — P. 83-99.

#### Матеріали конференцій, які індексуються наукометричними базами Web of Science i SCOPUS
Chernukha O., Bilushchak Y., Chuchvara A. Model Problem of Thermodiffusion of Admixture Particles in Aircraft Materials / 2019 IEEE 5th International Conference Actual Problems of Unmanned Aerial Vehicles Developments, APUAVD 2019. — Proceedings (2019). — P. 290—294.

#### Основні статті у фахових виданнях
Chaplya Y., Chernukha O., Bilushchak Y.  Matrix Green's Function of Double-Diffusivity Problem and its Applications to Problems with Inner Point Source // Task Quarterly. — 2019. — Vol. 23, No. 1. — P.75-99. (doi:10.17466/tq2019/23.1/d)
Чернуха О. Ю., Білущак Ю. І. Математична модель процесів гетеродифузії двома шляхами за каскадного розпаду мігруючих частинок // Мат. методи та фіз.-мех. поля. 2018. — 61, № 2. — С. 141—149.
Білущак Ю. І., Чернуха О. Ю. Моделювання процесів гетеродифузії двома шляхами за каскадного розпаду домішкових частинок. І. Крайові задачі каскадного типу // Мат. методи та фіз.-мех. поля. 2018. — 61, № 3. — С. 122—131.
Білущак Ю. І., Чернуха О. Ю. Моделювання процесів гетеродифузії двома шляхами за каскадного розпаду домішкових частинок. ІІ. Кількісний аналіз // Мат. методи та фіз.-мех. поля. 2018. — 61, № 4. — С. 100—112.
Чернуха О., Гончарук В., Білущак Ю., Давидок А. Математичне моделювання та прогнозування поширення радіоактивних забруднень у приповерхневих шарах насиченого ґрунту // Математичні машини і системи. — 2017. — № 3. — С. 82-101.
Chernukha O.Y., Bilushchak Yu.I. Mathematical modeling of random concentration field and its second moments in a semispace with erlangian disrtibution of layered inclusions // Task Quarterly. — 2016. — Vol. 20, No. 3. — P. 295—334.
Білущак Ю., Гончарук В., Чапля Є., Чернуха  О. Математичне моделювання дифузії домішкових компонент за їх каскадного розпаду  // Математичні машини і системи. — 2015. — № 1. — С. 146—155.
Білущак Ю. І. Моделювання других моментів випадкового поля концентрації в півпросторі з експоненціальним розподілом шаруватих включень // Вісник Кременчуцького національного університету ім. М. Остроградського — 2014 .‑ Вип. 6, Т. 89 –С.71-79.
Чапля Є., Чернуха О., Білущак Ю. Математичне моделювання процесів дифузії домішкової речовини у двофазному півпросторі з ерлангівським розподілом включень // Системні дослідження та інформаційні технології. ‑ 2013. ‑ № 3. ‑ С. 89-103.
Білущак Ю. Стохастичне поле концентрації домішкової речовини у випадково неоднорідному шаруватому тілі з {\displaystyle \chi ^{2}}-розподілом включень // Моделювання та інформаційні технології. — 2012. — Вип. 63. — С. 113—123.
Білущак Ю., Гончарук В., Чапля Є., Чернуха О. Комп'ютерне моделювання дифузії домішок у випадково неоднорідній шаруватій структурі // Системи управління навігації та зв'язку. — 2011. — Вип. 2 (18). — С. 74–78.

#### Свідоцтва на право власності на програмні комплекси
Чапля Є., Чернуха О., Торський А., Білущак Ю., Васьо Н. Пакет програм для розрахунку усередненого за ансамблем конфігурацій фаз поля концентрації та потоків маси в стохастично неоднорідних шаруватих тілах («Ro-conc») // Свідоцтво про реєстрацію авторського права на твір № 37777 від 05.04.2011 р.
Чернуха О., Чапля Є., Гончарук В., Білущак Ю., Давидок А. Пакет програм для розрахунку дифузійних потоків у двофазних тілах випадкової шаруватої структури («FlowRan») // Свідоцтво про реєстрацію авторського права на твір № 61858 від 28.09.2015 р.

## Навчальна робота

### Дисципліни, які викладає
- Алгоритмізація та програмування
- Математичний аналіз
- Дискретна математика
- Основи інформатики і обчислювальної техніки

### Електронні навчально-методичні комплекси
Електронний навчально-методичний комплекс у ВНС ЛП «Дискретна математика», Чернуха О. Ю., Білущак Ю. І. — .2018 р.
Електронний навчально-методичний комплекс у ВНС ЛП «Вища математика», Столярчук Р. Р.,  Білущак Ю. І. — 2018 р.

### Методичні вказівки
Векторна алгебра: методичні вказівки і завдання до практичних занять для студентів бакалаврату спеціальності 231 Соціальна робота. / уклад. Р. Р. Столярчук, Ю. І. Білущак.- 18с. — 2018.
Основні поняття з теорії визначників та матриць. Системи лінійних алгебраїчних рівнянь: методичні вказівки і завдання до практичних занять для студентів бакалаврату спеціальності 231 Соціальна робота. / уклад. Р. Р. Столярчук, Ю. І. Білущак. — 22с. — 2018.
Елементи математичного аналізу: методичні вказівки і завдання до практичних занять для студентів бакалаврату спеціальності 231 Соціальна робота. / уклад. Р. Р. Столярчук, Ю. І. Білущак. — 18с. — 2018.
Елементи теорії ймовірностей: методичні вказівки і завдання до практичних занять для студентів бакалаврату спеціальності «Соціальна робота». / уклад.: Р. Р. Столярчук, Ю. І. Білущак. — 2018.- 24 с. — 2018.

## Нагороди та відзнаки
Нагороджений дипломом лауреата премії облдержадміністрації та обласної ради талановитим молодим ученим і спеціалістам за значні досягнення в галузі науки, які сприяють подальшому розвитку соціально-економічних перетворень у регіоні й утверджують високий авторитет науковців Львівщини в Україні та світі (2012).
Нагороджений грамотою Президії Національної академії наук України за серію робіт: «Математичне моделювання процесів масоперенесення у випадкових шаруватих та пористих структурах» (2013).
Нагороджений грамотою дирекції Інституту прикладних проблем механіки і математики ім. Я. С. Підстригача НАН України за значний внесок наукових результатів, що утверджували вагоме місце Центру в науковій спільноті України (2017).
Нагороджений дипломом лауреата премії облдержадміністрації та обласної ради для працівників наукових установ та закладів вищої освіти Львівської області для молодих учених і дослідників за значні досягнення в галузі науки, які сприяють подальшому розвитку соціально-економічних перетворень у регіоні й утверджують високий авторитет науковців Львівщини в Україні та світі (2018).